# Port Authority of New York and New Jersey

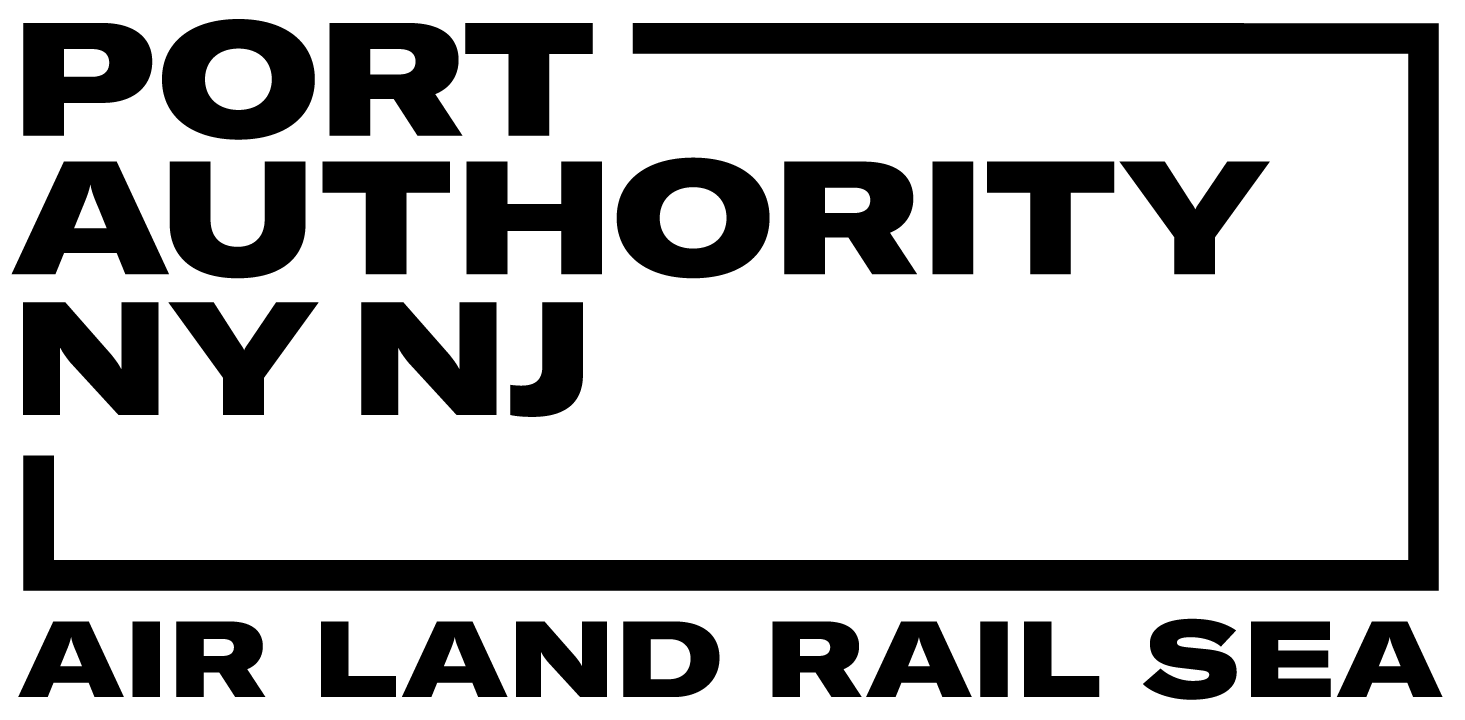
Logotyp.

Port Authority of New York and New Jersey (New Yorks och New Jerseys hamnmyndighet) förkortat PANYNJ är en gemensam myndighet mellan New York och New Jersey som skapades 1921 genom en interstate compact som godkändes av USA:s kongress. Myndigheten leds av en styrelse på 12 ledamöter som inte erhåller något arvode, varav den ena hälften utses av New Yorks guvernör och den andra av New Jerseys guvernör.
PANYNJ har ansvar för hamnar, flygplatser (John F. Kennedy International Airport, LaGuardia Airport, Newark Liberty International Airport & Teterboro Airport), vissa vägsträckor, tunnelbanan PATH samt New Yorks busstation (Port Authority Bus Terminal).
De hade sitt huvudkontor i det norra tornet av World Trade Center i New York före 11 september-attackerna och har efter områdets återuppbyggnad det i Four World Trade Center.